# 伊万·梅德韦杰夫
伊万·弗拉基米罗维奇·梅德韦杰夫（羅馬化：Ivan Vladimirovich Medvedev；1955年2月10日—）是俄罗斯政治人物，第七届国家杜马议员。
2011年3月，梅德韦杰夫当选为第五届科米共和国国家议会议员，并在选举结果后当选为科米共和国第五届国务委员会委员。2015年，他连任第六届科米共和国国家议会议员。2016年，梅德韦杰夫因当选国家杜马议员而辞去职务。